# Голланд (Індіана)
Голланд (англ. Holland) — місто (англ. town) в США, в окрузі Дюбойс штату Індіана. Населення — 619 осіб (2020).

## Географія
Голланд розташований за координатами 38°14′46″ пн. ш. 87°2′18″ зх. д. / 38.24611° пн. ш. 87.03833° зх. д. (38.246024, -87.038284).  За даними Бюро перепису населення США в 2010 році місто мало площу 0,82 км², з яких 0,81 км² — суходіл та 0,00 км² — водойми.

## Демографія
Згідно з переписом 2010 року, у місті мешкало 626 осіб у 252 домогосподарствах у складі 168 родин. Густота населення становила 766 осіб/км².  Було 277 помешкань (339/км²).
Расовий склад населення:
| - 96,0 % — білих - 0,6 % — корінних американців - 0,3 % — азіатів - 0,2 % — вихідців з тихоокеанських островів - 0,2 % — чорних або афроамериканців - 2,2 % — осіб інших рас |

До двох чи більше рас належало 0,5 %. Частка іспаномовних становила 3,7 % від усіх жителів.
За віковим діапазоном населення розподілялося таким чином: 26,0 % — особи молодші 18 років, 57,4 % — особи у віці 18—64 років, 16,6 % — особи у віці 65 років та старші. Медіана віку мешканця становила 37,9 року. На 100 осіб жіночої статі у місті припадало 93,2 чоловіків;  на 100 жінок у віці від 18 років та старших — 92,9 чоловіків також старших 18 років.
Середній дохід на одне домашнє господарство  становив 43 609 доларів США (медіана — 43 594), а середній дохід на одну сім'ю — 48 076 доларів (медіана — 48 750). Медіана доходів становила 39 107 доларів для чоловіків та 22 857 доларів для жінок. За межею бідності перебувало 24,0 % осіб, у тому числі 37,7 % дітей у віці до 18 років та 16,0 % осіб у віці 65 років та старших.
Цивільне працевлаштоване населення становило 345 осіб. Основні галузі зайнятості: виробництво — 29,6 %, освіта, охорона здоров'я та соціальна допомога — 22,6 %, роздрібна торгівля — 13,9 %, науковці, спеціалісти, менеджери — 7,0 %.